# Argyreus tephania
Argyreus tephania är en fjärilsart som beskrevs av Jean Baptiste Godart 1819. Argyreus tephania ingår i släktet Argyreus och familjen praktfjärilar. Inga underarter finns listade i Catalogue of Life.